# Rilhac-Lastours
 Rilhac-Lastours  (en occitano Rilhac las Tors) es una población y comuna francesa, situada en la región de Lemosín, departamento de Alto Vienne, en el distrito de Limoges y cantón de Nexon.

## Demografía
| 497 | 416 | 356 | 321 | 302 | 313 | 337 |
| Para los censos de 1962 a 1999 la población legal corresponde a la población sin duplicidades (Fuente: INSEE [Consultar]) |     |     |     |     |     |     |